# Higa Rikarudo
Higa Rikarudo (Campinas, 1973. május 4. –) japán labdarúgó.

## Futsal-világbajnokság
A japán válogatott tagjaként részt vett a 2004-es és a 2008-as futsal-világbajnokságon.